# Mission: Impossible - The Final Reckoning
Mission: Impossible - The Final Reckoning è un film del 2025 co-scritto, diretto e co-prodotto da Christopher McQuarrie.
La pellicola è il sequel diretto di Mission: Impossible - Dead Reckoning (2023), motivo per il quale originariamente si sarebbe dovuta chiamare Mission: Impossible - Dead Reckoning - Parte due, ed è l'ottavo e ultimo film della serie di Mission: Impossible.
Con protagonista Tom Cruise nei panni dell'agente dell'IMF Ethan Hunt. Tra gli altri interpreti del film figurano i ritorni di Ving Rhames, Simon Pegg, Hayley Atwell e Henry Czerny.

## Trama
Qualche mese dopo gli eventi del film precedente, il mondo ha scoperto dell'intelligenza artificiale, nota come l'Entità, e molte persone iniziano a venerarla. Ethan Hunt è a Londra, e riceve una videocassetta dalla Presidente degli Stati Uniti d'America Erika Sloane, che gli chiede di arrendersi e consegnare la chiave cruciforme. Hunt, ignorata la richiesta, incontra Benji Dunn a Trafalgar Square e con lui raggiunge Luther Stickell, che si era isolato da ogni accesso alla rete internet cosi da trovare il modo di neutralizzare la malvagia Entità. Luther, nel mentre, ha prodotto una "pillola avvelenata", ovvero un congegno che può infettare l'Entità se accoppiato al "podkova", il dispositivo contenuto all'interno della sfera del sonar del sommergibile russo Sevastopol, affondato in un punto imprecisato nel Mare di Bering, che contiene il codice sorgente originale dell'Entità.
Gabriel, ex messaggero dell'Entità (in quanto ripudiato dalla medesima dopo il suo fallimento nel recuperare la chiave cruciforme), rimane l'unico a conoscere le coordinate del Sevastopol e ambisce a controllare l'IA. Ethan e Benji si recano in Austria dove Paris (ex sicaria di Gabriel) è sopravvissuta e si trova in stato di arresto; i due la raggiungono, ma si scontrano con Jasper Briggs e Degas: dopo un breve corpo a corpo, quest'ultimo acconsente a liberare Paris e si allea con Ethan e Benji.
Tornato a Londra, Ethan si reca a un evento dove spera di trovare Gabriel, ma viene catturato dagli uomini del suo avversario insieme a Grace diventata nel frattempo agente dell'IMF per conto del direttore della CIA Eugene Kittridge. Gabriel sembra avere la meglio e rivela inoltre che la versione primordiale dell'Entità altro non era che il codice sorgente contenuto nella Zampa di Lepre (un dispositivo che Ethan aveva rubato per salvare la sua ex moglie Julia senza sapere cosa fosse veramente) e minacciando Grace gli ordina di recuperare il dispositivo, ma Ethan con uno stratagemma libera sé stesso e Grace, e subito dopo lo insegue senza successo. Successivamente, assieme alla sua squadra, Ethan trova il dispositivo con il quale Gabriel interagiva con l'Entità e lo usa per confrontarsi con essa: l'Entità carpisce tutti i segreti di Ethan e gli impone di fare in modo che essa possa accedere al cosiddetto "caveau dell'apocalisse" di Kongo Yowa situato in Sudafrica, ovvero una struttura top secret, schermata elettronicamente, alimentata a energia solare, con server in grado di elaborare extrabyte di dati nonché l'unico posto sulla Terra che garantirebbe all'Entità di sopravvivere all'imminente olocausto nucleare da essa ordito.
Ethan si scollega dal dispositivo e dà a Benji tutte le istruzioni sulla missione che dovrà eseguire, nominandolo team leader e, intuendo il pericolo, raggiunge di corsa Luther. Gabriel, però, è più veloce e, dopo aver ucciso un'infermiera innocente, ruba la pillola avvelenata e blocca Luther in una cella nei tunnel sotto la città. Luther, già ammalato, capisce che dovrà sacrificarsi per neutralizzare un ordigno nucleare che Gabriel ha attivato poiché ha il tempo solo per scollegare il plutonio nella bomba, e dunque impedire la distruzione nucleare della città, ma non per scollegare i detonatori che dunque causeranno l'inevitabile esplosione del suo nascondiglio; Luther spiega a un trafelato Ethan che Gabriel vuole ucciderlo per evitare che lui assembli una seconda pillola avvelenata, mentre l'amico dovrà recuperare pillola e podkova per salvare l'umanità. I due quindi si salutano per sempre e Ethan, dopo essere riuscito a salvarsi, esausto e sconvolto per la morte dell'amico fraterno, si consegna alle autorità e viene tratto in arresto da Briggs; durante il volo verso gli USA, si scopre che questi è in realtà il figlio di Jim Phelps, membro traditore della prima squadra di Ethan.
Ethan incontra Eugene Kittridge e tutto lo stato maggiore degli USA, compresa la Presidente Sloane, apprendendo che l'Entità sta penetrando nei sistemi digitali degli arsenali nucleari mondiali per poterli manovrare, e che mancano solo 72 ore al momento in cui essa prenderà possesso degli ultimi quattro rimasti (britannico, cinese, russo e statunitense). Ethan convince la Presidente a concedergli l'utilizzo della portaerei USS G.H.W. Bush, per poi raggiungere un sottomarino della marina al fine di trovare il Sevastopol.
Nel frattempo Benji, Grace, Paris e Degas raggiungono l'isola di San Matteo, avamposto degli USA a nord del Pacifico, dove è presente una stazione di servizio della CIA con al comando William Donloe, il tecnico presente nella stanza degli uffici di Langley quando Ethan sottrasse la lista dei NOC. Mentre cercano di convincerlo a farsi aiutare, scoprono però che i servizi segreti russi sono arrivati prima e hanno occupato la casa: i russi costringono Benji a realizzare un lettore per floppy disk da 8 pollici per poter leggere i dischi in possesso di Donloe i quali dovrebbero contenere le esatte coordinate dove il Sevastopol si è inabissato e che la sua stazione, al tempo, ha registrato; segretamente Donloe confessa a Benji di aver distrutto l'unico disco che conteneva le coordinate e di averle memorizzate, e poi le scrive passandole a Tapeesa, sua moglie inuit. Con uno stratagemma, Grace e Tapeesa chiedono di uscire di casa per poter sfamare i cani, ma dal canile riescono a scappare con una slitta avviandosi verso il luogo indicato dalle coordinate mentre Benji, Paris e Degas neutralizzano gli altri agenti russi.
Ethan, nel frattempo, dopo aver ottenuto la fiducia della contrammiraglia Neely al comando della portaerei, si fa portare nelle vicinanze della posizione del sottomarino USA, poi una volta arrivato ne convince il comandante a collaborare per aiutarlo a raggiungere i resti del sottomarino imploso nel 2012. Dopo aver sventato un attacco di uno dei soldati sul sottomarino, infiltrato e fedele all'Entità, ottiene una tuta speciale per le immersioni di profondità, dopo che Donloe in extremis gli passa le coordinate tramite codice Morse. Consapevole dei rischi, Ethan si getta nelle profondità marine riuscendo in modo rischiosissimo a recuperare il podkova; uscire dal relitto si rileva però una faccenda ancor più ardua dell'entrarci, e alla fine Hunt è costretto a liberarsi della tuta, restando seminudo nelle gelide acque del nord Pacifico: Grace riesce a trovarlo, salvarlo con la respirazione bocca a bocca e restando con lui in una camera di decompressione gonfiabile. Appena Ethan si risveglia e si riprende, raduna immediatamente la squadra e svela loro il piano finale.
Poiché l'Entità, per restare operativa, dovrà introdursi nel caveau di Kongo Yowa prima di aver sganciato le testate nucleari, Ethan elabora un piano per poterla intrappolare: intende farsi prendere di proposito il podkova da Gabriel, che lo collegherà alla pillola avvelenata e, inconsapevolmente, spingerà l'Entità a ripararsi nel caveau dove il team potrà immagazzinarla in un hard drive ottico rimovibile realizzato da Luther con tecnologia 5D e memoria da 360 TB; il tempo a disposizione per compiere questa manovra è però limitatissimo, nell'ordine del decimo di secondo, ed ecco perché dovrà essere Grace a compiere questa azione in quanto, essendo ladra provetta, è dotata di eccezionali doti di rapidità e destrezza nelle sue azioni.
Il piano porta dunque la squadra a Kongo Yowa in Sudafrica, dove trovano Gabriel ad aspettarli: egli ha nel frattempo piazzato in loco un nuovo ordigno nucleare da 30Mt (molto più potente rispetto a quello impiegato per uccidere Luther) affidando il comando remoto di attivazione a un suo complice. Gabriel ottiene il podkova e rivela ai presenti che intende usarlo per controllare l'Entità, sapendo che se il caveau venisse distrutto la stessa non avrà un luogo dove nascondersi. D'improvviso però una squadra della CIA, comandata da Briggs e Kittridge irrompe nel caveau e disarma tutti i presenti facendo inconsapevolmente partire il conto alla rovescia della bomba: il team ha ora a disposizione solo 20 minuti per compiere la missione.
Kittridge chiede spiegazioni a Hunt e, quando intuisce il da farsi, Gabriel e i suoi iniziano un conflitto a fuoco che gli consente di fuggire: Ethan lo insegue, ma Benji viene gravemente ferito. Degas, Donloe e sua moglie si offrono volontari per disinnescare l'ordigno nucleare, mentre Benji, Grace e Paris si recano nella sala dei server: Benji collassa, ma Paris riesce a salvarlo e fargli riprendere i sensi; con la guida del compagno dolorante, Grace riesce a preparare la porta per il drive ottico, in attesa che Ethan riesca a riprendere la pillola avvelenata da Gabriel. Hunt raggiunge Gabriel, ma benché non riesca a salire sul suo aereo biplano biposto (non rintracciabile dall'IA), riesce a salire in modo rocambolesco su quello del complice, sbarazzandosene.
Nello stesso momento la Presidente Sloane, a pochi minuti dal lancio delle atomiche da parte dell'Entità, deve scegliere se premere il pulsante che farebbe esplodere nove testate statunitensi su otto capitali mondiali e su una città degli USA: in questo modo il piano dell'Entità non potrebbe compiersi, ma a costo del sacrificio di molte vite umane. All'ultimo istante decide di non premere il pulsante di lancio, allorché un infiltrato, fedele all'Entità, tenta di ucciderla, ma il tempestivo intervento di uno dei generali dell'esercito le salva la vita. L'indecisione della Presidente si rivela fatale perché lascia all'Entità il tempo di impossessarsi anche delle testate statunintensi: ora controlla tutti gli arsenali nucleari del mondo ed è pronta a lanciare.
Nel frattempo, Ethan riesce con un espediente a salire sull'aereo di Gabriel e, dopo un'aspra lotta in cielo, ha la meglio su di lui recuperando podkova e pillola; Gabriel precipita dall'aereo e muore, ma l'aereo prende fuoco e Ethan è costretto a lanciarsi nel vuoto tentando di collegare i due dispositivi mentre è in caduta libera. Grace, a pochi secondi dalla fine del conto alla rovescia della bomba da 30Mt, riceve il segnale dell'avvenuta connessione fra podkova e pillola, e riesce in un batter d'occhio a staccare il drive ottico con dentro fluitavi l'Entità entro il tempo limite; nel frattempo Donloe, Tapeesa e Degas disconnettono il plutonio dall'ordigno nucleare, riuscendo a rifugiarsi in tempo nella sala server, fatta per resistere alle esplosioni.
Ethan, salvatosi dalla caduta grazie al paracadute di emergenza, si rialza e ascolta un messaggio vocale di Luther contenuto nella pillola avvelenata: l'amico scomparso lo ringrazia e lo incita a non mollare. Al termine del messaggio, la pillola esplode con una microcarica inseritavi da Luther e i due dispositivi diventano inutilizzabili. Subito dopo, Briggs e Kittridge ritrovano Hunt: Briggs comprende la buona fede di Ethan e i due si riappacificano definitivamente.
Ethan torna infine a Trafalgar Square, dove ritrova Degas e Paris (divenuti ormai membri effettivi dell'IMF), un Benji perfettamente guarito e Grace, che gli consegna l'Entità prigioniera nel drive ottico di Luther. Il team si saluta e Ethan si mescola alla folla, cosciente di aver salvato il mondo ancora una volta.

## Produzione
Originariamente la pellicola si sarebbe dovuta chiamare Mission: Impossible - Dead Reckoning - Parte due (Mission: Impossible - Dead Reckoning Part Two). Dopo il rebranding del film precedente, da Mission: Impossible - Dead Reckoning - Parte uno a Mission: Impossible - Dead Reckoning, il titolo è definitivamente cambiato in Mission: Impossible - The Final Reckoning.
Il budget di produzione del film è stato stimato tra i 300 e 400 milioni di dollari.

## Promozione
Il primo teaser trailer del film è stato diffuso l'11 novembre 2024. Un secondo trailer è stato pubblicato il 7 aprile 2025.

## Distribuzione
Il film è stato presentato in anteprima assoluta fuori concorso il 14 maggio 2025 al 78º Festival di Cannes e, dopo un'anteprima il 19 maggio 2025, distribuito nelle sale italiane da Eagle Pictures dal 22 maggio, mentre in quelle nordamericane da Paramount Pictures il giorno successivo.
Così come il suo predecessore, ha subito vari rinvii; originariamente prevista per il 5 agosto 2022, la data d'uscita è stata posticipata prima al 4 novembre 2022, poi al 7 luglio 2023, nuovamente al 28 giugno 2024, e infine a quella corrente in seguito allo sciopero del SAG-AFTRA nel 2023.

### Edizione italiana
L'edizione italiana del film è stata curata dalla Eagle Pictures con la supervisione di Rosetta Fortezza. La direzione del doppiaggio e i dialoghi sono curati da Carlo Cosolo, assistito da Flaminia Fassari, per conto della Dubbing Brothers Int. Italia che si è occupata anche della sonorizzazione.

## Accoglienza

### Incassi
A fronte di un budget di 300/400 milioni di dollari, il film ha incassato 197413515 $ in Nord America e 399100000 $ nel resto del mondo, per un totale di 596513515 $. In Italia ha incassato 4409647 €.

### Critica
Il film è stato accolto positivamente dalla critica. Sull'aggregatore di recensioni Rotten Tomatoes ha un indice di gradimento dell'80% basato su 420 recensioni, con un voto medio di su 6,8 su 10. Su Metacritic ha un punteggio di 67 su 100 basato su 57 recensioni.
Sergio Sozzo, recensendo il film dal Festival di Cannes 2025 per Sentieri Selvaggi, scrive che The Final Reckoning è "il capitolo in cui Ethan Hunt assume definitivamente il compito di Messia divino tra cielo e terra, in accordo con il culto della Cruiseology". Teo Youssoufian su CineFacts da Cannes 2025 elogia il film nonostante alcune pecche, scrivendo che "è a tratti ridondante, autocelebrativo e improbabile, ma è anche sincero, generoso e visivamente impressionante." Damiano Panattoni su Movieplayer.it ha invece parlato di "Una grande esperienza cinematografica", apprezzando il film in generale.